# Coppa di Svizzera 2022-2023 (pallavolo maschile)
La Coppa di Svizzera 2022-2023 si è svolta dal 19 settembre 2022 al 25 marzo 2023: al torneo hanno partecipato 95 squadre di club svizzere e la vittoria finale è andata per la nona volta allo Chênois.

## Regolamento
- Alla competizioni sono state ammesse tutte le squadre impegnate nei campionati di livello nazionale, ossia la Lega Nazionale A, Lega Nazionale B e 1. Lega, oltre che quelle impegnate nei campionati di livello regionale, ossia la 2. Lega,la 3. Lega e la 4. Lega.
- Tutti gli incontri si svolgono in gara unica, sempre in casa della formazione di categoria più bassa, ad eccezione della finale, giocata in campo neutro; nel caso in cui due formazioni provenissero dalla stessa categoria, si gioca in casa di quella col peggior piazzamento nella stagione precedente.
- Le squadre di livello provinciale scendono in campo fin dal primo turno, quelle provenienti dalla 1. Lega debuttano al secondo turno, quelle provenienti dalla Lega Nazionale B al quinto turno e quelle provenienti dalla Lega Nazionale A agli ottavi di finale.

## Squadre partecipanti
| - Aarau - Aeschi - Amriswil - Andwil-Arnegg - Appenzeller Bären - Arlesheim - Bienne - Bubendorf - Bulle - Buochs - Bussigny - Bütschwil - CERN - CAP - Chênois - Cheseaux - City Volley Basilea - Colombier - Dragons Lugano - Ebikon - Eburo - Einsiedeln - Embrach - Emmen-Nord | - Entre-deux-Lacs - Flawil - Freies Gymnasium - Friburgo - Gelterkinden - Gibloux - Goldach - Hochdorf Audacia - Horw - Jona - Kanti Baden - Kanti Limmattal - Klettgau - La Côte - Langenthal - Laufen - Le Locle - Le Mont-sur-Lausanne - Linth - Los Unidos - Losanna - Losanna UC - Lucerna - Lunkhofen | - Lutry-Lavaux - March - Mellingen - Münchenbuchsee - Murten - Mutschellen - Muttenz - Näfels - Neuchâtel - Nidau - Novartis - OTA - Oberdiessbach - Orbe - Papiermühle - Porrentruy - Rainbow Zurigo - Rheno - Rickenbach - SNVB - San Gallo - Schmitten - Schönenwerd - Servette | - Seuzach - Smash Winterthur - Spada Academica - Stäfa - Sursee - Swiss - Therwil - Thun - Tornado Adliswil - Uni Berna - Uni Berna 2 - Uster - Volero Aarberg - Voléro Zurigo - Volleya Obwalden - Wädivolley - Wiedikon - Wil - Wittenbach - Wyna - Zollikofen - Zug - Züri Unterland |

## Torneo

### Tabellone (fase finale)
|  | Ottavi di finale    | Ottavi di finale |  |  | Quarti di finale | Quarti di finale |  |             | Semifinali | Semifinali |  |            | Finale  | Finale |
|  |                     |                  |  |  |                  |                  |  |             |            |            |  |            |         |        |
|  | Papiermühle         | 3                |  |  |                  |                  |  |             |            |            |  |            |         |        |
|  | Papiermühle         | 3                |  |  |                  |                  |  |             |            |            |  |            |         |        |
|  | Colombier           | 2                |  |  | Papiermühle      | 3                |  |             |            |            |  |            |         |        |
|  | Colombier           | 2                |  |  | Papiermühle      | 3                |  |             |            |            |  |            |         |        |
|  |                     |                  |  |  | Lutry-Lavaux     | 1                |  |             |            |            |  |            |         |        |
|  |                     |                  |  |  | Lutry-Lavaux     | 1                |  |             |            |            |  |            |         |        |
|  |                     |                  |  |  |                  |                  |  | Papiermühle | 1          |            |  |            |         |        |
|  |                     |                  |  |  |                  |                  |  | Papiermühle | 1          |            |  |            |         |        |
|  | San Gallo           | 3                |  |  |                  |                  |  |             | Losanna UC | 3          |  |            |         |        |
|  | San Gallo           | 3                |  |  |                  |                  |  |             | Losanna UC | 3          |  |            |         |        |
|  | City Volley Basilea | 0                |  |  | San Gallo        | 0                |  |             |            |            |  |            |         |        |
|  | City Volley Basilea | 0                |  |  |                  | 0                |  |             |            |            |  |            |         |        |
|  | Losanna UC          | 3                |  |  | Losanna UC       | 3                |  |             |            |            |  |            |         |        |
|  | Losanna UC          | 3                |  |  |                  |                  |  |             |            |            |  |            |         |        |
|  | Schönenwerd         | 1                |  |  |                  |                  |  |             |            |            |  | Losanna UC | 1       |        |
|  | Schönenwerd         | 1                |  |  |                  |                  |  |             |            |            |  | Losanna UC | 1       |        |
|  | Voléro Zurigo       | 0                |  |  |                  |                  |  |             |            |            |  |            | Chênois | 3      |
|  | Voléro Zurigo       | 0                |  |  |                  |                  |  |             |            |            |  |            | Chênois | 3      |
|  | Chênois             | 3                |  |  | Chênois          | 3                |  |             |            |            |  |            |         |        |
|  | Chênois             | 3                |  |  |                  |                  |  |             |            |            |  |            |         |        |
|  | Jona                | 1                |  |  | Näfels           | 2                |  |             |            |            |  |            |         |        |
|  | Jona                | 1                |  |  |                  | 2                |  |             |            |            |  |            |         |        |
|  | Näfels              | 3                |  |  |                  |                  |  | Chênois     | 3          |            |  |            |         |        |
|  | Näfels              | 3                |  |  |                  |                  |  | Chênois     | 3          |            |  |            |         |        |
|  | Züri Unterland      | 0                |  |  |                  |                  |  |             | Amriswil   | 2          |  |            |         |        |
|  | Züri Unterland      | 0                |  |  |                  |                  |  |             | Amriswil   | 2          |  |            |         |        |
|  | Amriswil            | 3                |  |  | Amriswil         | 3                |  |             |            |            |  |            |         |        |
|  | Amriswil            | 3                |  |  | Amriswil         | 3                |  |             |            |            |  |            |         |        |
|  | Aarau               | 0                |  |  | Lucerna          | 0                |  |             |            |            |  |            |         |        |
|  | Aarau               | 0                |  |  | Lucerna          | 0                |  |             |            |            |  |            |         |        |
|  | Lucerna             | 3                |  |  |                  |                  |  |             |            |            |  |            |         |        |
|  | Lucerna             | 3                |  |  |                  |                  |  |             |            |            |  |            |         |        |

### Risultati

#### Primo turno
| 20 settembre 2022 Salle Omnisports, Orbe Durata: ? - Spettatori: ?                 | Orbe                 | 1 - 3 | Bussigny         | 25-14, 25-27, 13-25, 17-25        |
| 21 settembre 2022 Salle Place d'Armes, Yverdon-les-Bains Durata: ? - Spettatori: ? | Eburo                | 1 - 3 | La Côte          | 16-25, 16-25, 25-23, 10-25        |
| 29 settembre 2022 Salle du Rionzi, Le Mont-sur-Lausanne Durata: ? - Spettatori: ?  | Le Mont-sur-Lausanne | 0 - 3 | Entre-deux-Lacs  | 19-25, 13-25, 21-25               |
| 1º ottobre 2022 Centre Sportif Sous-Moulin, Thônex Durata: ? - Spettatori: ?       | SNVB                 | 3 - 0 | Neuchâtel        | 25-12, 25-15, 25-18               |
| 27 settembre 2022 ?, ? Durata: ? - Spettatori: ?                                   | Bulle                | 3 - 2 | Friburgo         | ?                                 |
| 22 settembre 2022 Gymer, Langenthal Durata: ? - Spettatori: ?                      | Langenthal           | 3 - 1 | Schmitten        | 25-9, 21-25, 25-15, 25-21         |
| 22 settembre 2022 Bitzius, Berna Durata: ? - Spettatori: ?                         | Uni Berna 2          | 3 - 0 | Gibloux          | 25-12, 25-12, 25-14               |
| 26 settembre 2022 Kleine Kreuzzelg, Mellingen Durata: ? - Spettatori: ?            | Mellingen            | 0 - 3 | Hochdorf Audacia | 17-25, 22-25, 22-25               |
| 21 settembre 2022 Wydenhof, Ebikon Durata: ? - Spettatori: ?                       | Ebikon               | 0 - 3 | Laufen           | 15-25, 13-25, 14-25               |
| 29 settembre 2022 Horwer-Halle, Horw Durata: ? - Spettatori: ?                     | Horw                 | 0 - 3 | Volleya Obwalden | 14-25, 23-25, 14-25               |
| 30 settembre 2022 Turnhalle, Rudolfstetten-Friedlisberg Durata: ? - Spettatori: ?  | Mutschellen          | 2 - 3 | Bubendorf        | 11-25, 25-19, 14-25, 25-13, 8-15  |
| 22 settembre 2022 Kriegacker, Muttenz Durata: ? - Spettatori: ?                    | Muttenz              | 0 - 3 | Arlesheim        | 20-25, 17-25, 23-25               |
| 19 settembre 2022 Mehrzweckhalle, Bettwil Durata: ? - Spettatori: ?                | Los Unidos           | 3 - 0 | Novartis         | 25-20, 25-23, 25-18               |
| 26 settembre 2022 Ebnet-Saal, Wil Durata: ? - Spettatori: ?                        | Wil                  | 0 - 3 | Goldach          | 19-25, 18-25, 23-25               |
| 23 settembre 2022 Kantonsschule, Heerbrugg Durata: ? - Spettatori: ?               | Rheno                | 0 - 3 | Spada Academica  | 22-25, 15-25, 17-25               |
| 20 settembre 2022 Neue Zimmerberghalle, Beringen Durata: ? - Spettatori: ?         | Klettgau             | 3 - 2 | Swiss            | 25-18, 24-26, 25-27, 25-20, 15-11 |
| 22 settembre 2022 Primarschulhaus Ebnet, Embrach Durata: ? - Spettatori: ?         | Embrach              | 0 - 3 | Rainbow Zurigo   | 21-25, 12-25, 13-25               |
| 22 settembre 2022 Breiten, Eschenbach Durata: ? - Spettatori: ?                    | Linth                | 0 - 3 | OTA              | 17-25, 23-25, 14-25               |
| 23 settembre 2022 Feld, Flawil Durata: ? - Spettatori: ?                           | Flawil               | 0 - 3 | Tornado Adliswil | 11-25, 24-26, 11-25               |
| 26 settembre 2022 Freies Gymnasium, Zurigo Durata: ? - Spettatori: ?               | Freies Gymnasium     | 0 - 3 | Wittenbach       | 12-25, 22-25, 17-25               |
| 22 settembre 2022 Mehrzweckhalle Hofacker, Rickenbach Durata: ? - Spettatori: ?    | Rickenbach           | 0 - 3 | Uster            | 16-25, 16-25, 22-25               |
| 24 settembre 2022 Tränkebach, Stäfa Durata: ? - Spettatori: ?                      | Stäfa                | 0 - 3 | Bütschwil        | 18-25, 18-25, 15-25               |
| 28 settembre 2022 Sporthalle Rietacker, Seuzach Durata: ? - Spettatori: ?          | Seuzach              | 1 - 3 | Kanti Limmattal  | 22-25, 16-25, 25-20, 18-25        |
| 26 settembre 2022 Sporthalle Glärnisch, Wädenswil Durata: ? - Spettatori: ?        | Wädivolley           | 0 - 3 | Wiedikon         | 14-25, 10-25, 18-25               |
| 20 settembre 2022 Sporthalle Wühre, Appenzell Durata: ? - Spettatori: ?            | Appenzeller Bären    | 3 - 0 | March            | 25-15, 25-14, 25-18               |

#### Secondo turno
| 10 ottobre 2022 Collège des Tuillières, Gland Durata: ? - Spettatori: ?    | La Côte           | 3 - 2 | Le Locle         | 25-19, 21-25, 26-28, 25-21, 15-8  |
| 3 ottobre 2022 Strandboden, Bienne Durata: ? - Spettatori: ?               | Bienne            | 2 - 3 | Nidau            | 25-15, 20-25, 19-25, 25-20, 9-15  |
| 16 ottobre 2022 Salle Marais du Billet, Cheseaux Durata: ? - Spettatori: ? | Cheseaux          | 3 - 0 | CERN             | 25-20, 25-15, 25-16               |
| 11 ottobre 2022 Collège de Candolle, Chêne-Bourg Durata: ? - Spettatori: ? | SNVB              | 3 - 0 | Losanna          | 25-16, 25-15, 25-22               |
| 14 ottobre 2022 Salle de la Tatironne, Bussigny Durata: ? - Spettatori: ?  | Bussigny          | 3 - 0 | Porrentruy       | 25-23, 25-17, 25-19               |
| 9 ottobre 2022 MZH Ortschwaben, Meikirch Durata: ? - Spettatori: ?         | Münchenbuchsee    | 3 - 2 | Volero Aarberg   | 25-21, 25-19, 24-26, 23-25, 15-10 |
| 13 ottobre 2022 Sporthalle ZSSW, Berna Durata: ? - Spettatori: ?           | Uni Berna 2       | 3 - 1 | CAP              | 24-26, 25-18, 25-18, 25-13        |
| 4 ottobre 2022 Sporthalle Schadau, Thun Durata: ? - Spettatori: ?          | Thun              | 3 - 2 | Murten           | 25-23, 21-25, 20-25, 25-22, 16-14 |
| 6 ottobre 2022 CO de la Tour-de-Trême, Bulle Durata: ? - Spettatori: ?     | Bulle             | 3 - 1 | Aeschi           | 22-25, 25-23, 25-22, 25-7         |
| 13 ottobre 2022 Gymer, Langenthal Durata: ? - Spettatori: ?                | Langenthal        | 0 - 3 | Oberdiessbach    | 22-25, 23-25, 21-25               |
| 13 ottobre 2022 Geisshubel, Zollikofen Durata: ? - Spettatori: ?           | Zollikofen        | 0 - 3 | Uni Berna        | 17-25, 11-25, 12-25               |
| 10 ottobre 2022 Menzo Halle Oberstufe, Menziken Durata: ? - Spettatori: ?  | Wyna              | 3 - 0 | Gelterkinden     | 25-12, 25-16, 25-17               |
| 16 ottobre 2022 Sporthalle Zug, Zugo Durata: ? - Spettatori: ?             | Zug               | 0 - 3 | Therwil          | 16-25, 19-25, 19-25               |
| 3 ottobre 2022 Mehrzweckhalle, Bettwil Durata: ? - Spettatori: ?           | Los Unidos        | 0 - 3 | Aarau            | 20-25, 26-28, 20-25               |
| 14 ottobre 2022 Sporthalle Baldegg, Hochdorf Durata: ? - Spettatori: ?     | Hochdorf Audacia  | 3 - 2 | Volleya Obwalden | 26-24, 26-24, 19-25, 20-25, 15-9  |
| 13 ottobre 2022 MZH Hagenbuchen, Arlesheim Durata: ? - Spettatori: ?       | Arlesheim         | 3 - 1 | Bubendorf        | 25-21, 22-25, 25-20, 25-22        |
| 14 ottobre 2022 Sporthalle Gymnasium, Laufen Durata: ? - Spettatori: ?     | Laufen            | 3 - 0 | Emmen-Nord       | 25-20, 25-21, 25-13               |
| 16 ottobre 2022 Palamondo, Cadempino Durata: ? - Spettatori: ?             | Dragons Lugano    | 3 - 1 | Buochs           | 25-22, 24-26, 25-19, 25-18        |
| 16 ottobre 2022 Turnhalle, Oberlunkhofen Durata: ? - Spettatori: ?         | Lunkhofen         | 2 - 3 | Kanti Baden      | 25-20, 15-25, 25-23, 18-25, 14-16 |
| 16 ottobre 2022 Doppelturnhalle Ebnet, Andwil Durata: ? - Spettatori: ?    | Andwil-Arnegg     | 1 - 3 | Smash Winterthur | 26-28, 20-25, 25-21, 19-25        |
| 5 ottobre 2022 OZ Grünau, Wittenbach Durata: ? - Spettatori: ?             | Wittenbach        | 0 - 3 | Einsiedeln       | 17-25, 11-25, 23-25               |
| 4 ottobre 2022 Bachfeld, Goldach Durata: ? - Spettatori: ?                 | Goldach           | 0 - 3 | Klettgau         | 23-25, 18-25, 23-25               |
| 3 ottobre 2022 Schweikrüti, Gattikon Durata: ? - Spettatori: ?             | OTA               | 0 - 3 | Kanti Limmattal  | 0-25, 0-25, 0-25                  |
| 1º ottobre 2022 Uni Irchel, Zurigo Durata: ? - Spettatori: ?               | Rainbow Zurigo    | 2 - 3 | Spada Academica  | 25-21, 25-21, 21-25, 21-25, 9-15  |
| 7 ottobre 2022 Hofern, Adliswil Durata: - Spettatori:                      | Tornado Adliswil  | 0 - 3 | Bütschwil        | 22-25, 18-25, 20-25               |
| 4 ottobre 2022 Sporthalle Wühre, Appenzell Durata: ? - Spettatori: ?       | Appenzeller Bären | 3 - 1 | Uster            | 21-25, 25-19, 25-19, 25-20        |

#### Terzo turno
| 23 ottobre 2022 Sporthalle ZSSW, Berna Durata: ? - Spettatori: ?               | Uni Berna 2       | 1 - 3 | Thun             | 23-25, 25-19, 24-26, 22-25        |
| 30 ottobre 2022 Salle Omnisport Petit Lancy, Ginevra Durata: ? - Spettatori: ? | SNVB              | 3 - 0 | Oberdiessbach    | 25-23, 25-23, 25-18               |
| 25 ottobre 2022 Collège, Cornaux Durata: ? - Spettatori: ?                     | Entre-deux-Lacs   | 0 - 3 | La Côte          | 17-25, 18-25, 18-25               |
| 23 ottobre 2022 Salle de la Tatironne, Bussigny Durata: ? - Spettatori: ?      | Bussigny          | 3 - 0 | Bulle            | 25-21, 25-11, 25-17               |
| 18 ottobre 2022 Turnhalle Brünnen, Berna Durata: ? - Spettatori: ?             | Uni Berna         | 3 - 0 | Nidau            | 25-19, 25-22, 25-20               |
| 30 ottobre 2022 Salle Marais du Billet, Cheseaux Durata: ? - Spettatori: ?     | Cheseaux          | 3 - 2 | Münchenbuchsee   | 20-25, 26-24, 23-25, 31-29, 15-12 |
| 30 ottobre 2022 Kantonsschule Wiedikon, Zurigo Durata: ? - Spettatori: ?       | Wiedikon          | 2 - 3 | Einsiedeln       | 18-25, 22-25, 29-27, 25-19, 14-16 |
| 27 ottobre 2022 Breite, Reinach Durata: ? - Spettatori: ?                      | Wyna              | 0 - 3 | Smash Winterthur | 23-25, 23-25, 24-26               |
| 21 ottobre 2022 Sporthalle Baldegg, Hochdorf Durata: ? - Spettatori: ?         | Hochdorf Audacia  | 0 - 3 | Therwil          | 19-25, 19-25, 15-25               |
| 25 ottobre 2022 Breite, Bütschwil Durata: ? - Spettatori: ?                    | Bütschwil         | 0 - 3 | Aarau            | 20-25, 19-25, 23-25               |
| 23 ottobre 2022 Isenringen, Beckenried Durata: ? - Spettatori: ?               | Kanti Limmattal   | 1 - 3 | Dragons Lugano   | 20-25, 25-21, 20-25, 16-25        |
| 29 ottobre 2022 Neue Zimmerberghalle, Beringen Durata: ? - Spettatori: ?       | Klettgau          | 2 - 3 | Laufen           | 19-25, 25-22, 15-25, 25-22, 13-15 |
| 23 ottobre 2022 Uni Irchel, Zurigo Durata: ? - Spettatori: ?                   | Spada Academica   | 3 - 1 | Arlesheim        | 20-25, 25-20, 25-20, 27-25        |
| 30 ottobre 2022 Gymnasium St. Antonius, Appenzello Durata: ? - Spettatori: ?   | Appenzeller Bären | 1 - 3 | Kanti Baden      | 25-18, 16-25, 19-25, 18-25        |

#### Quarto turno
| 13 novembre 2022 Salle Omnisport Petit Lancy, Ginevra Durata: ? - Spettatori: ?       | SNVB             | 3 - 0 | Uni Berna       | 25-21, 25-21, 25-12              |
| 6 novembre 2022 Salle de sport de Dessous-le-Mont, Bussigny Durata: ? - Spettatori: ? | Bussigny         | 2 - 3 | Thun            | 22-25, 25-16, 13-25, 25-19, 5-15 |
| 4 novembre 2022 Turnhalle Trachslau, Einsiedeln Durata: ? - Spettatori: ?             | Einsiedeln       | 3 - 0 | Spada Academica | 25-21, 27-25, 25-10              |
| 13 novembre 2022 Zinzikon, Winterthur Durata: ? - Spettatori: ?                       | Smash Winterthur | 1 - 3 | Kanti Baden     | 20-25, 20-25, 26-24, 11-25       |
| 13 novembre 2022 Berufsschule BSA, Aarau Durata: ? - Spettatori: ?                    | Aarau            | 3 - 0 | Therwil         | 25-20, 25-17, 25-19              |

#### Quinto turno
| 27 novembre 2022 Salle Marais du Billet, Cheseaux Durata: ? - Spettatori: ?            | Cheseaux       | 0 - 3 | Colombier           | 18-25, 14-25, 15-25               |
| 27 novembre 2022 Sporthalle Sekundarschule Laufental, Laufen Durata: ? - Spettatori: ? | Laufen         | 1 - 3 | City Volley Basilea | 18-25, 25-23, 14-25, 16-25        |
| 27 novembre 2022 Salle Omnisport Petit Lancy, Ginevra Durata: ? - Spettatori: ?        | SNVB           | 3 - 0 | Thun                | 25-21, 28-26, 25-19               |
| 27 novembre 2022 Collège des Tuillières, Gland Durata: ? - Spettatori: ?               | La Côte        | 0 - 3 | Aarau               | 20-25, 17-25, 21-25               |
| 27 novembre 2022 Kantonsschule, Baden Durata: ? - Spettatori: ?                        | Kanti Baden    | 2 - 3 | Papiermühle         | 25-20, 25-23, 20-25, 18-25, 12-15 |
| 27 novembre 2022 Palestra Lambertenghi, Lugano Durata: ? - Spettatori: ?               | Dragons Lugano | 0 - 3 | San Gallo           | 18-25, 16-25, 17-25               |

#### Sesto turno
| 11 dicembre 2022 Sporthalle Brüel, Einsiedeln Durata: ? - Spettatori: ?         | Einsiedeln | 0 - 3 | Voléro Zurigo  | 19-25, 25-27, 21-25              |
| 11 dicembre 2022 Alte Kreuzbleiche, San Gallo Durata: 1h:26 - Spettatori: 60    | San Gallo  | 3 - 1 | Servette       | 22-25, 25-19, 25-19, 25-18       |
| 11 dicembre 2022 Salle Omnisport Petit Lancy, Ginevra Durata: ? - Spettatori: ? | SNVB       | 2 - 3 | Züri Unterland | 12-25, 23-25, 25-22, 25-21, 7-15 |
| 11 dicembre 2022 Sporthalle Kottenmatte, Sursee Durata: 1h:46 - Spettatori: 50  | Sursee     | 2 - 3 | Lutry-Lavaux   | 25-18, 16-25, 25-22, 25-27, 7-15 |

#### Ottavi di finale
| 15 gennaio 2023 Matte, Berna Durata: 1h:46 - Spettatori: 80                        | Papiermühle    | 3 - 2 | Colombier           | 25-20, 18-25, 22-25, 26-24, 15-11 |
| 15 gennaio 2023 Alte Kreuzbleiche, San Gallo Durata: 1h:01 - Spettatori: ?         | San Gallo      | 3 - 0 | City Volley Basilea | 25-20, 25-17, 25-16               |
| 15 gennaio 2023 Centre sportif de Dorigny, Losanna Durata: 1h:50 - Spettatori: 300 | Losanna UC     | 3 - 1 | Schönenwerd         | 27-29, 26-24, 25-20, 25-19        |
| 15 gennaio 2023 Sporthalle Im Birch, Zurigo Durata: 0h:52 - Spettatori: ?          | Voléro Zurigo  | 0 - 3 | Chênois             | 14-25, 10-25, 19-25               |
| 15 gennaio 2023 Grünfeld Doppelhalle, Jona Durata: 1h:50 - Spettatori: 100         | Jona           | 1 - 3 | Näfels              | 18-25, 26-28, 25-19, 23-25        |
| 15 gennaio 2023 Sporthalle Ruebisbach, Kloten Durata: 1h:08 - Spettatori: 60       | Züri Unterland | 0 - 3 | Amriswil            | 17-25, 19-25, 19-25               |
| 15 gennaio 2023 Berufsschule BSA 1, Aarau Durata: ? - Spettatori: ?                | Aarau          | 0 - 3 | Lucerna             | 18-25, 22-25, 13-25               |

#### Quarti di finale
| 29 gennaio 2022 Altikofen, Ittigen Durata: 1h:37 - Spettatori: 90                  | Papiermühle | 3 - 1 | Lutry-Lavaux | 25-23, 22-25, 25-17, 25-20       |
| 29 gennaio 2022 Alte Kreuzbleiche, San Gallo Durata: 1h:03 - Spettatori: ?         | San Gallo   | 0 - 3 | Losanna UC   | 19-25, 24-26, 24-26              |
| 29 gennaio 2022 Centre Sportif Sous-Moulin, Thônex Durata: 1h:45 - Spettatori: 200 | Chênois     | 3 - 2 | Näfels       | 25-13, 25-22, 19-25, 20-25, 15-8 |
| 29 gennaio 2022 Sporthalle Tellenfeld, Amriswil Durata: 1h:09 - Spettatori: 400    | Amriswil    | 3 - 0 | Lucerna      | 25-19, 25-22, 25-18              |

#### Semifinali
| 12 febbraio 2022 Altikofen, Ittigen Durata: 1h:20 - Spettatori: 100                 | Papiermühle | 1 - 3 | Losanna UC | 17-25, 25-23, 16-25, 22-25        |
| 12 febbraio 2022 Centre Sportif Sous-Moulin, Thônex Durata: 2h:13 - Spettatori: 638 | Chênois     | 3 - 2 | Amriswil   | 23-25, 25-22, 27-29, 25-22, 16-14 |

#### Finale
| 26 marzo 2023 Axa-Arena, Winterthur Durata: 1h:35 - Spettatori: 1 910 | Losanna UC | 1 - 3 | Chênois | 15-25, 25-21, 13-25, 20-25 |